# Laguna San Rafael
Laguna San Rafael är en sjö i Chile.   Den ligger i regionen Región de Aisén, i den södra delen av landet, 1 500 km söder om huvudstaden Santiago de Chile. Laguna San Rafael ligger 1 meter över havet. Arean är 123 kvadratkilometer.
I omgivningarna runt Laguna San Rafael växer i huvudsak blandskog. Trakten runt Laguna San Rafael är nära nog obefolkad, med mindre än två invånare per kvadratkilometer.